# Kasteel Montfoort
Kasteel Montfoort in het Utrechtse Montfoort, werd in 1163 door bisschop Godefried van Rhenen gebouwd ter verdediging van het Sticht tegen het graafschap Holland. Alleen een deel van de voorburcht staat er nog.

## Bouwkundig
Het kasteel is in het rampjaar 1672 door binnengevallen Franse troepen van Lodewijk XIV opgeblazen en niet meer opgebouwd. Wat overgebleven is, is de fraaie toegangspoort met twee zware ronde torens. Deze geeft toegang tot het binnenplein van de ommuurde voorburcht. Het eigenlijke kasteelterrein bevindt zich onder de provinciale weg.

## Eigenaren/bezitters
In 1163 begon zijn geschiedenis als burcht van de bisschop van het Sticht. Het kasteel werd in zijn naam bewoond door een burggraaf, die als familienaam sinds die tijd Van Montfoort droeg. Het was een erfelijke functie die, na het uitsterven in 1260, overging via het huwelijk van Alix van Montfoort naar haar man ridder Boudewijn van Renderode.
Hun enige dochter Alix huwde met Roelant de Roover, die in 1270 ook de hoge heerlijkheid van Montfoort erbij kocht van de bisschop. Vanaf dat moment noemde dit geslacht zich eveneens burggraaf en Van Montfoort, maar de burggraven gingen ook behoren tot de tegenstanders van de bisschoppen. Kort voor 1300 hielp Zweder van Montfoort de stad Utrecht de bisschop gevangen te nemen. In 1301 vochten de van Montfoorts tegen zijn opvolger in de slag bij Hogewoert waar de bisschop sneuvelde.
In 1353 kreeg Zweder II van Montfoort het weer aan de stok met een bisschop, die vervolgens zijn kasteel innam en hem dwong de hoge heerlijkheid terug te geven. Bij een opvolgingstwist van de bisschop steunden de van Montfoorts de juiste partij, waardoor ze in 1430 de hoge heerlijkheid weer terugkregen. Keizer Karel V kocht uiteindelijk het bezit in 1545 van de laatste van Montfoort, een zekere Jan de Roover, die in 1580 stierf. Montfoort komt in bezit van de familie De Merode. Ferdinand Philips van Merode verkocht Montfoort in 1648 aan de Staten van Utrecht.
Na de verwoesting door Franse troepen op 6 en 7 november 1672, gaven de Staten in 1688 het kasteelterrein, met de restanten van het kasteel (voorburcht en toegangspoort) voor lange tijd in bruikleen aan de stad Montfoort. De stad verpachtte het geheel aan haar burgemeesters. In 1833 werd in het kasteel een kostschool gevestigd. In 1859 werd de Dienst der Domeinen eigenaar van het terrein en kwam er een gevangenis voor meisjes onder de zestien. Ook kwam er een opvoedingsgesticht voor meisjes die lichte delicten hadden begaan; de splitsing in een Tuchtschool (als opvolger van de gevangenis) en een Rijksopvoedingsgesticht werd echter pas rond de eeuwwisseling verder doorgevoerd. De Tuchtschool werd opgeheven in 1968, waarna de gemeente Montfoort in 1974 het terrein overnam van de Dienst der Domeinen. Na restauratie van de overblijfselen (1984) en afbraak van de modernere bebouwing, bouwde de gemeente een nieuw stadskantoor op het vrijgemaakte kasteelterrein (geopend in 1990, een jaar na de gemeentelijke herindeling die het oude stadhuis te klein maakte) terwijl in het oude poortgebouw sinds 2008 een restaurant annex zalencentrum is.

### Overzicht eigenaren/bewoners
- 1212 - 1227 Everard van Weder
- 1236 - 1244 Willem van Montfoort
- 1260 - 1262 Wouter Gerard van der Goude
- 1280 Hendrik de Rover
- Zweder I de Rover van Montfoort
- 1583 familie De Merode
- Ferdinand Philips van Merode
- 1648 Staten van Utrecht
- 1974 gemeente Montfoort

## Afbeeldingen

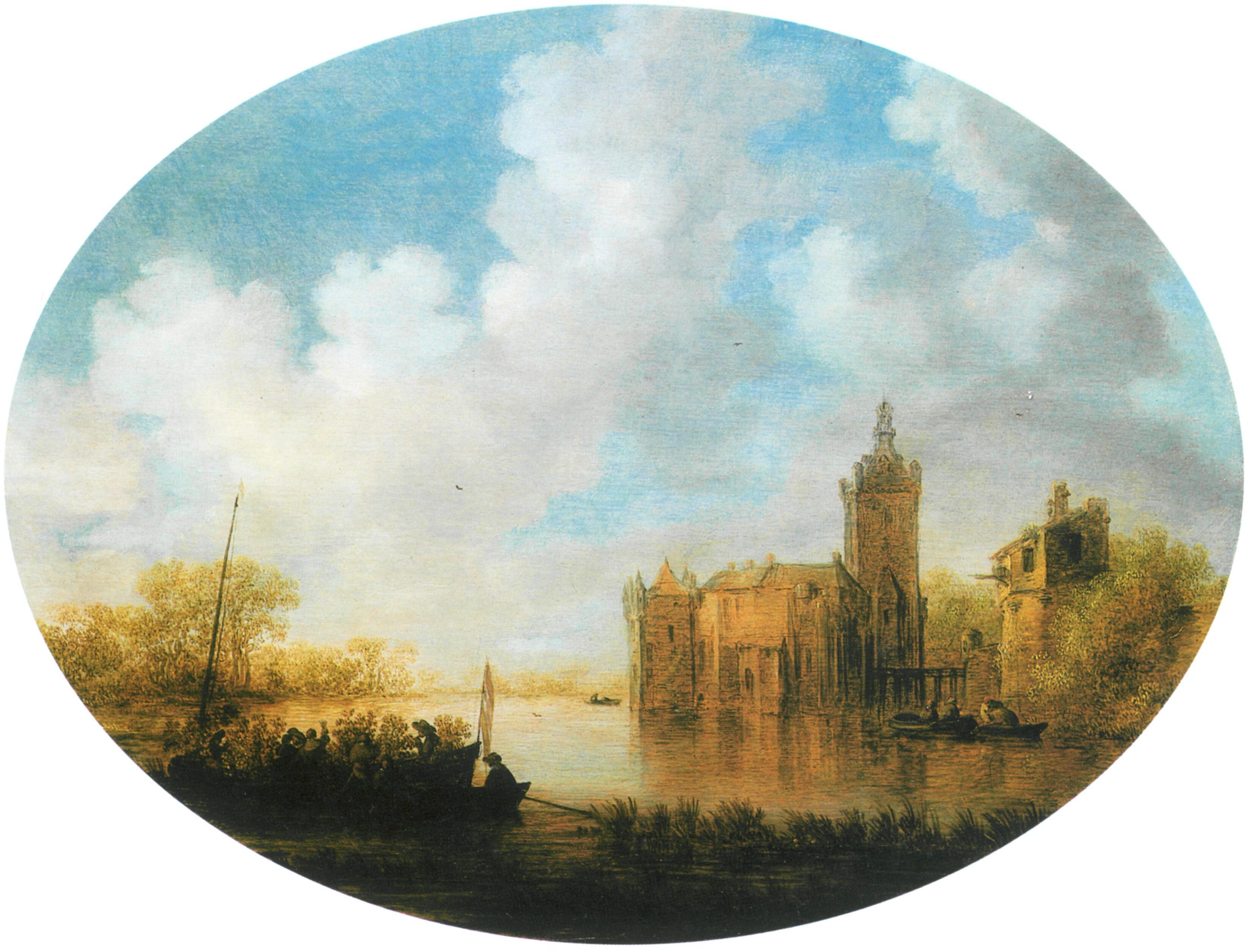
Het kasteel op een olieverfschilderij van Jan van Goyen (1635)
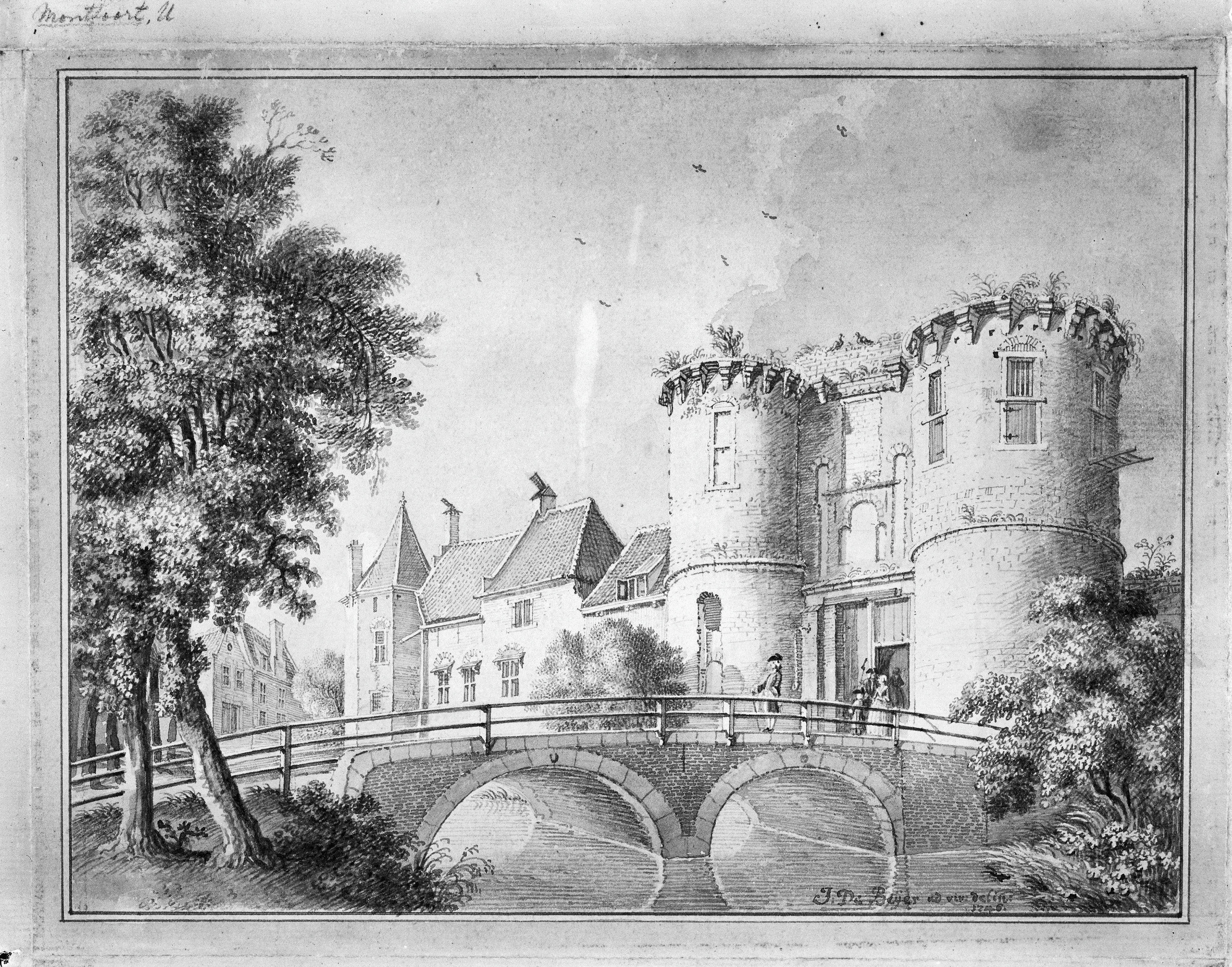
Prent van J. de Beijer (1746)
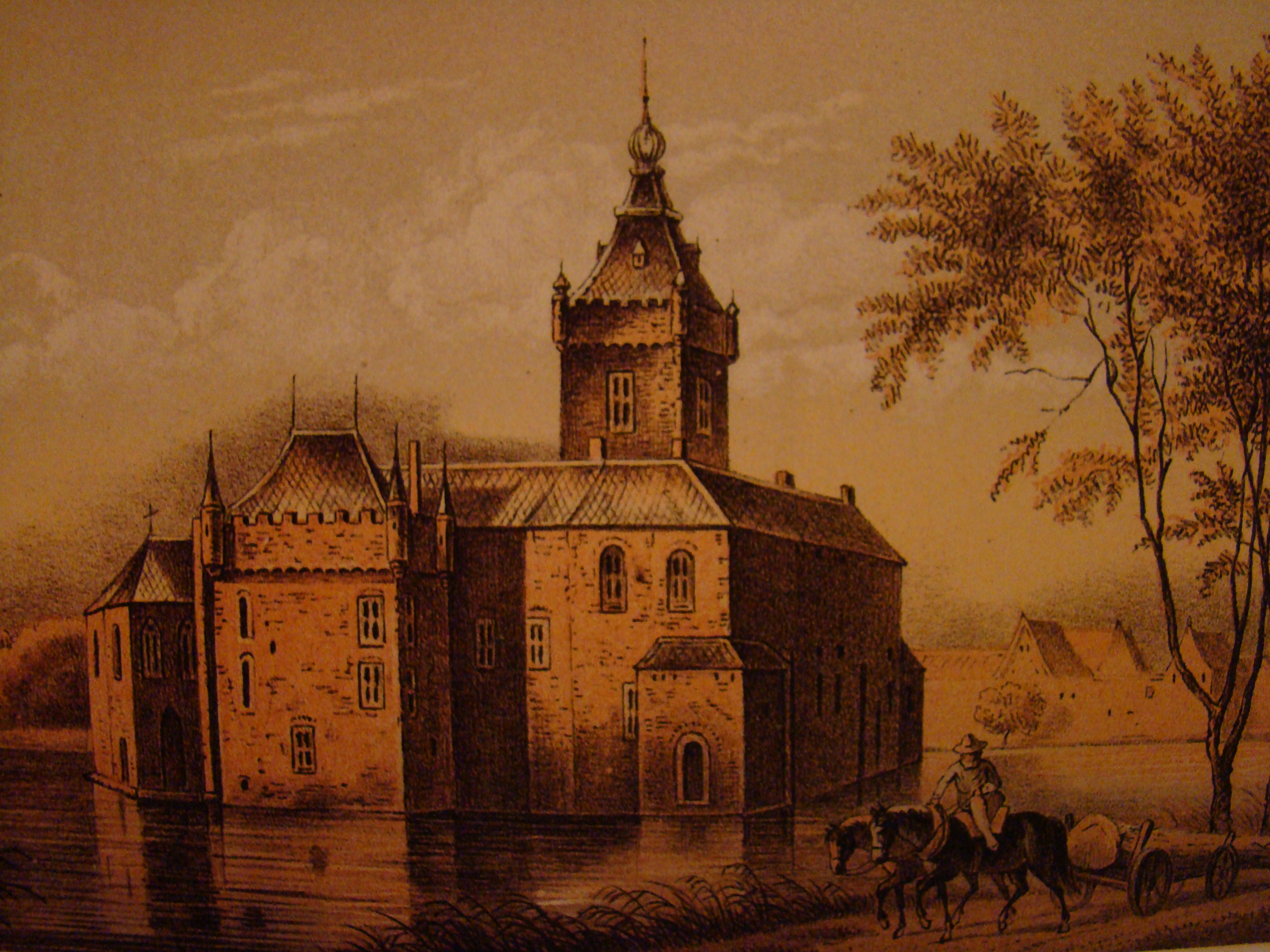
Prent uit Merkwaardige kasteelen in Nederland (1884)
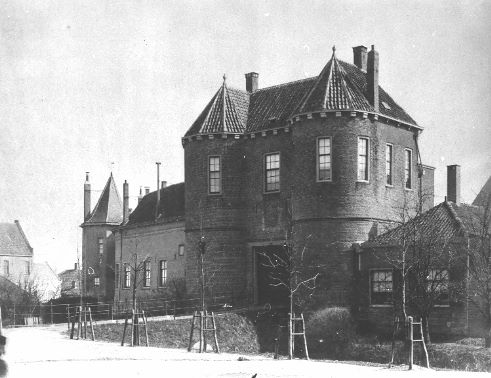
Poort rond 1900
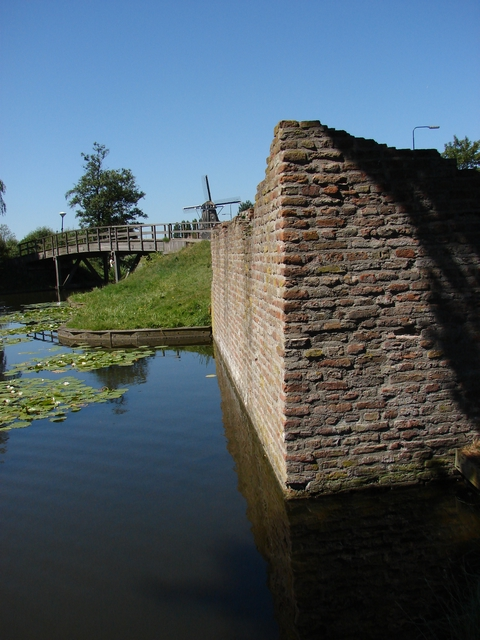
Restanten van de buitenmuur aan de gracht
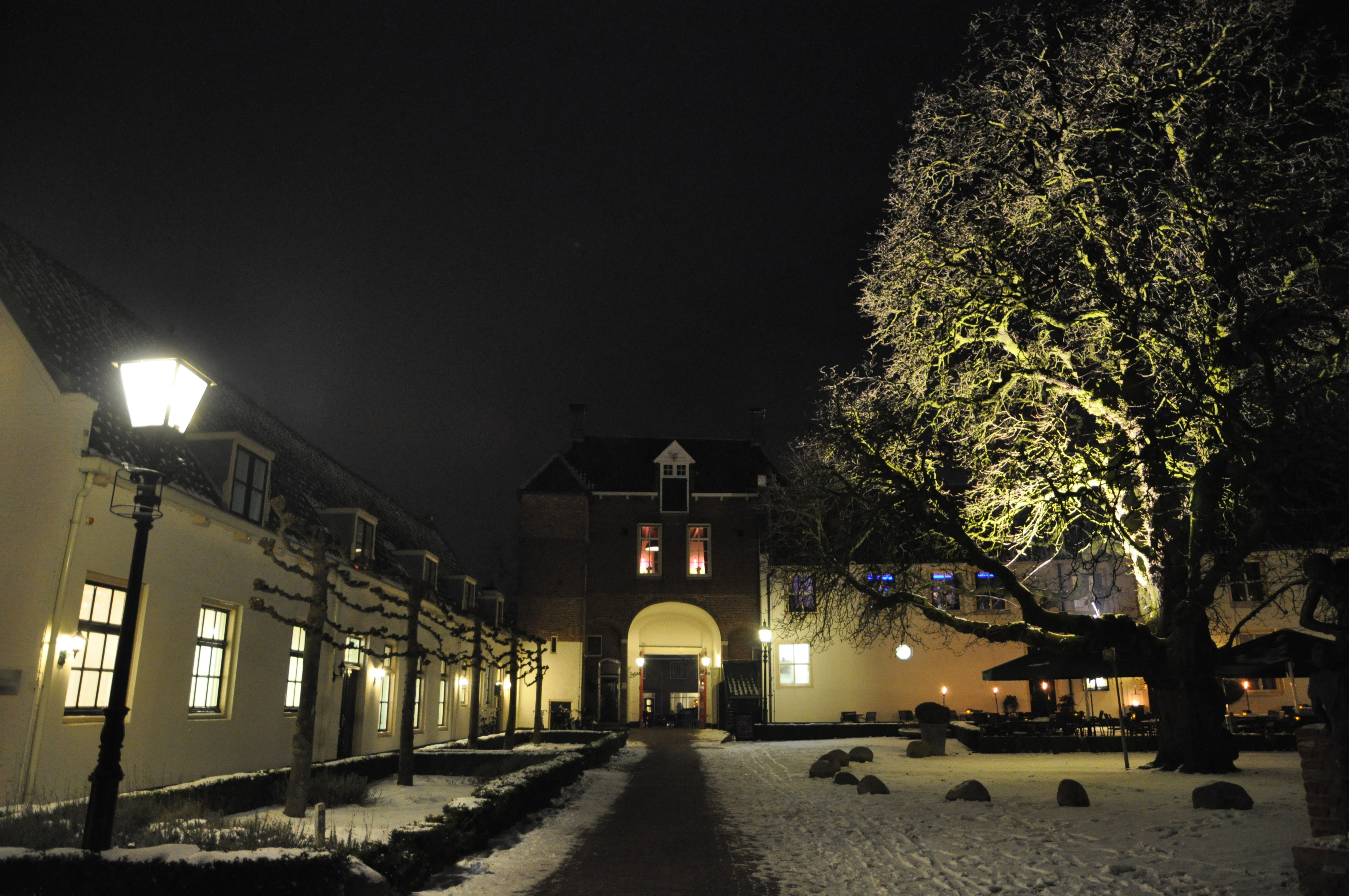
De binnenplaats in een winterse nacht
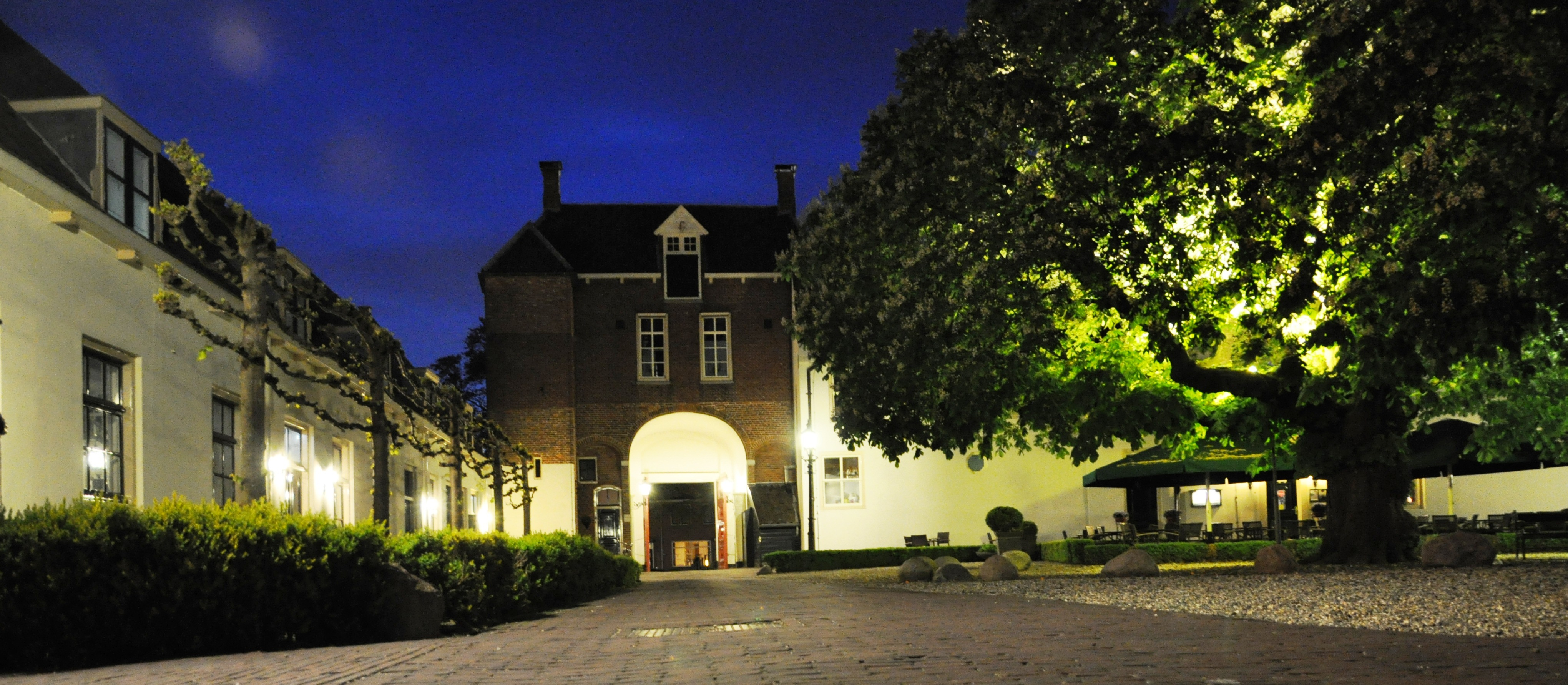
De binnenplaats in een zomerse nacht
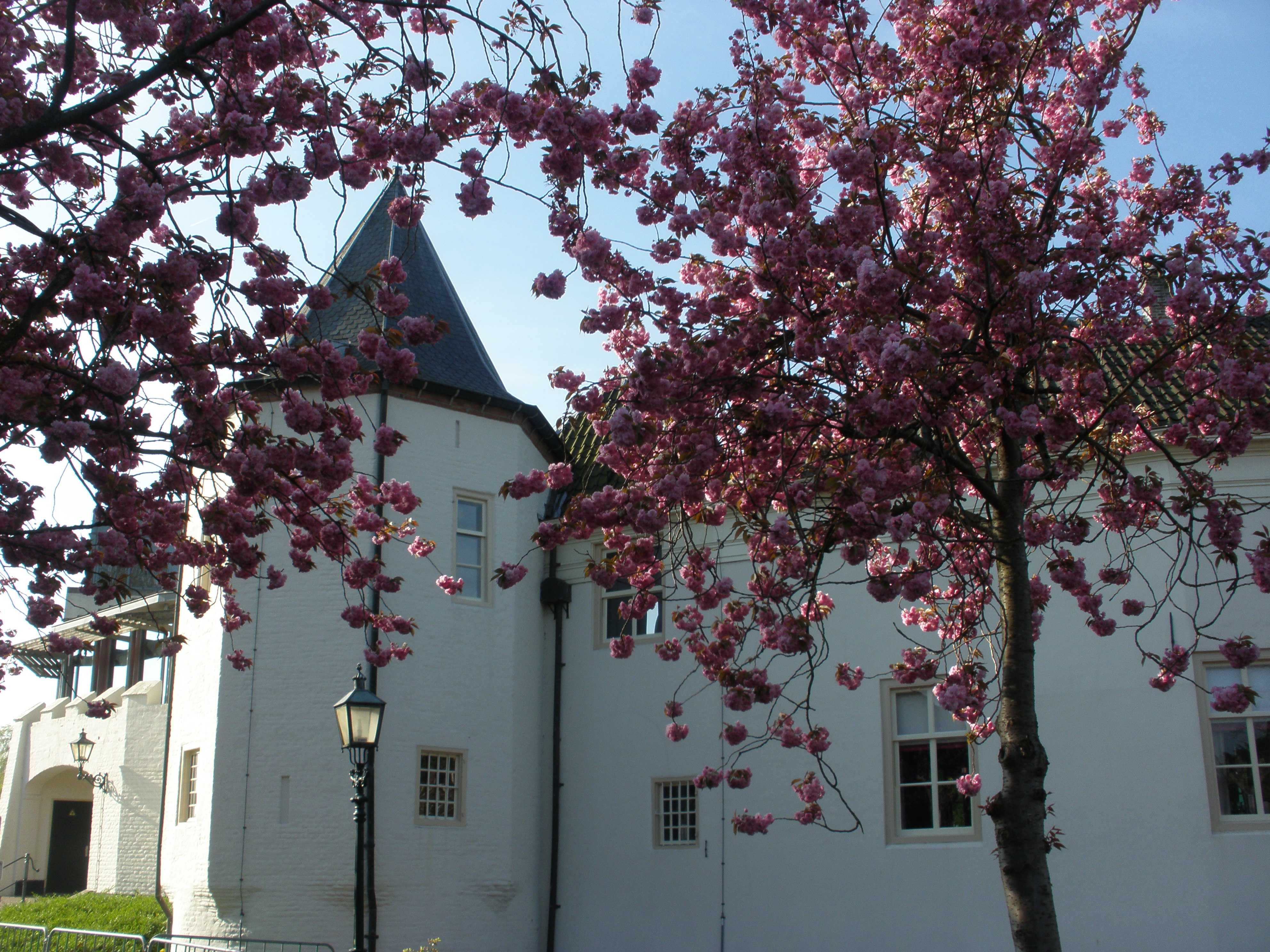
Bloesem

Kasteel Ter Aa (Breukelen) ·
Aastein ·
Slot Abcoude ·
Amaliastein ·
Nieuw-Amelisweerd ·
Oud-Amelisweerd ·
Kasteel Amerongen ·
Kasteel Batestein (Harmelen) ·
Kasteel Batestein (Vianen) · 
De Beest ·
Bergestein ·
Beverweerd ·
Blasenburg ·
Blikkenburg ·
Blommesteyn ·
Bolenstein ·
Bolsweerd ·
Bottestein ·
Kasteel Broekhuizen ·
Bruinenburg ·
Huis Cammingha ·
Clarenborg ·
Coelhorst ·
De Batau ·
Dompselaer ·
Huis Doorn ·
Drakenburg (kasteel) ·
Drakensteyn ·
Kasteel Duurstede ·
Huis Ter Eem ·
Eijkelenburg ·
Emmickhuizen ·
Den Engh ·
Essenstein ·
Everstein (Everdingen) ·
Everstein (Jutphaas) ·
Den Eyck ·
Galesloot ·
Kasteel Geerestein ·
Gildenborgh ·
Kasteel Ten Goye ·
Grauwert ·
Grijpestein ·
Groenestein (Langbroek) ·
Kasteel Groeneveld (Baarn) ·
Groenewoude (Woudenberg) ·
Gunterstein ·
Kasteel de Haar ·
Kasteel Hagestein ·
Hamtoren ·
Kasteel Hardenbroek ·
Huis Harmelen ·
Ridderhofstad Heemstede ·
Kasteel Heemstede ·
Heimenberg ·
Heimerstein ·
Huis Herlaar ·
Ter Heul ·
Heulestein ·
Hindersteyn ·
Kasteel Ter Horst (Achterberg) ·
Isselt ·
Kasteel IJsselstein ·
Jagenstein ·
Kersbergen ·
Killestein ·
Kronenburg (kasteel) ·
Kasteel Levendaal ·
Lichtenberg (Woudenberg) ·
Lievendaal (Amerongen) ·
Landgoed Linschoten ·
Kasteel Linschoten ·
Lockhorst ·
Kasteel Loenersloot ·
Kasteel Lunenburg ·
Huis Maarsbergen ·
Marckenburg ·
Ter Meer ·
Ter Mey (Haarzuilens) ·
Huis te Mijdrecht ·
Huis te Mijnden ·
Kasteel Moersbergen ·
Kasteel Montfoort ·
Natewisch ·
Te Nesse ·
Kasteel Nijenrode ·
Nijenstein ·
Nijeveld ·
Noordwijk (Langbroek) ·
Huis te Oosterwijk ·
Oostwaard (Utrecht) ·
Op de Bol ·
Oud-Broekhuizen ·
Ridderhofstad Oudaan ·
Huis Oudegein ·
Oudenhorst ·
Plettenburg (kasteel) ·
Huis De Polle ·
Prattenburg ·
Kasteel Putkop ·
Randenbroek (park) ·
Remmerstein ·
Kasteel Renswoude ·
Rhijnauwen ·
Kasteel Rhijnestein ·
Huis Riebeek ·
Kasteel Rijnenburg ·
Rijnestein ·
Rijneveld ·
Kasteel Rijnhuizen ·
Rijningen ·
Huis Rijnsweerd ·
Rijpickerwaard · 
Kasteel Rijsenburg ·
De Roetert ·
Rumelaar ·
Kasteel Ruwiel ·
Royestein ·
Kasteel Sandenburg ·
Kasteel Schalkwijk ·
Kasteel Schonauwen ·
Schurenburg ·
Snaafburg ·
Snellenburg ·
Paleis Soestdijk ·
Steenhuis (Lopik) ·
Kasteel Sterkenburg ·
Stormerdijk ·
Landgoed Stoutenburg ·
Ten Massche ·
Valkenburg (Rhenen) ·
Huis te Velde ·
Kasteel Veldenstein ·
Hofstede te Vliet ·
Huis te Vleuten ·
Huis te Vliet (Lopik) ·
Huis te Vliet (Oudewater) ·
Vogelpoel ·
Huis te Voorn ·
Vredelant ·
Vronestein ·
Vuijlcop ·
Kasteel Walenburg ·
Wayenstein (Amerongen) ·
Kasteel Weerdenburg ·
Weerdesteyn ·
Weerestein ·
Hof ter Weyde ·
Wickenburgh ·
Wijnestein ·
Wiltenburg (Utrecht) ·
Kasteel van Woerden ·
Huis Woudenberg ·
Huis te Woudenberg (I) ·
Huis te Woudenberg (II) ·
Wulven ·
Kasteel Oud-Wulven ·
Wulvenhorst ·
Slot Zeist ·
Kasteel Zuilenburg ·
Zuileveld ·
Slot Zuylen ·
Huis Zuylenstein